# Condecoración del brazalete de Burdeos
La Condecoración del brazalete de Burdeos es una condecoración creada por Luis Antonio de Francia el 5 de junio de 1814, y recreada el 6 de septiembre de 1814 por Luis XVIII de Francia.

## Historia
Ya desde el año 1813 comienza en Burdeos a fraguarse un movimiento realista en apoyo a los Borbones. Se crean, por iniciativa del comisario del monarca en el exilio doce compañías de unos sesenta hombres cada una.
Este sustrato permite que en el año 1814, el 12 de marzo se pueda proclamar la monarquía junto con la llegada del duque de Angulema a la ciudad. Este había desembarcado el 1 de febrero en San Sebastián para representar a su tío, el rey en la zona del sur de Francia.
Como conmemoración y muestra de su agrado este príncipe decora a los voluntarios reales y a los guardias reales con la concesión de portar un brazalete blanco con detalles verdes y a escasos milímetros de los bordes con las armas de Francia bordadas.
La primera decoración creada tiene como principal problema el que no puede ser llevada sobre el traje civil, ni por quienes ya no servían en los Voluntarios Reales, con lo que el 6 de septiembre de 1814, una delegación de estos pide al Rey la creación de una decoración más formal, y con ello se produce la segunda creación.
Nunca fue una orden. En 1824 se reunió su vigilancia a la Cancillería de la Legión de Honor, requiriendo esta para su registro el envío del diploma del decorado que le sería remitido tras inscribirlo en los registros.

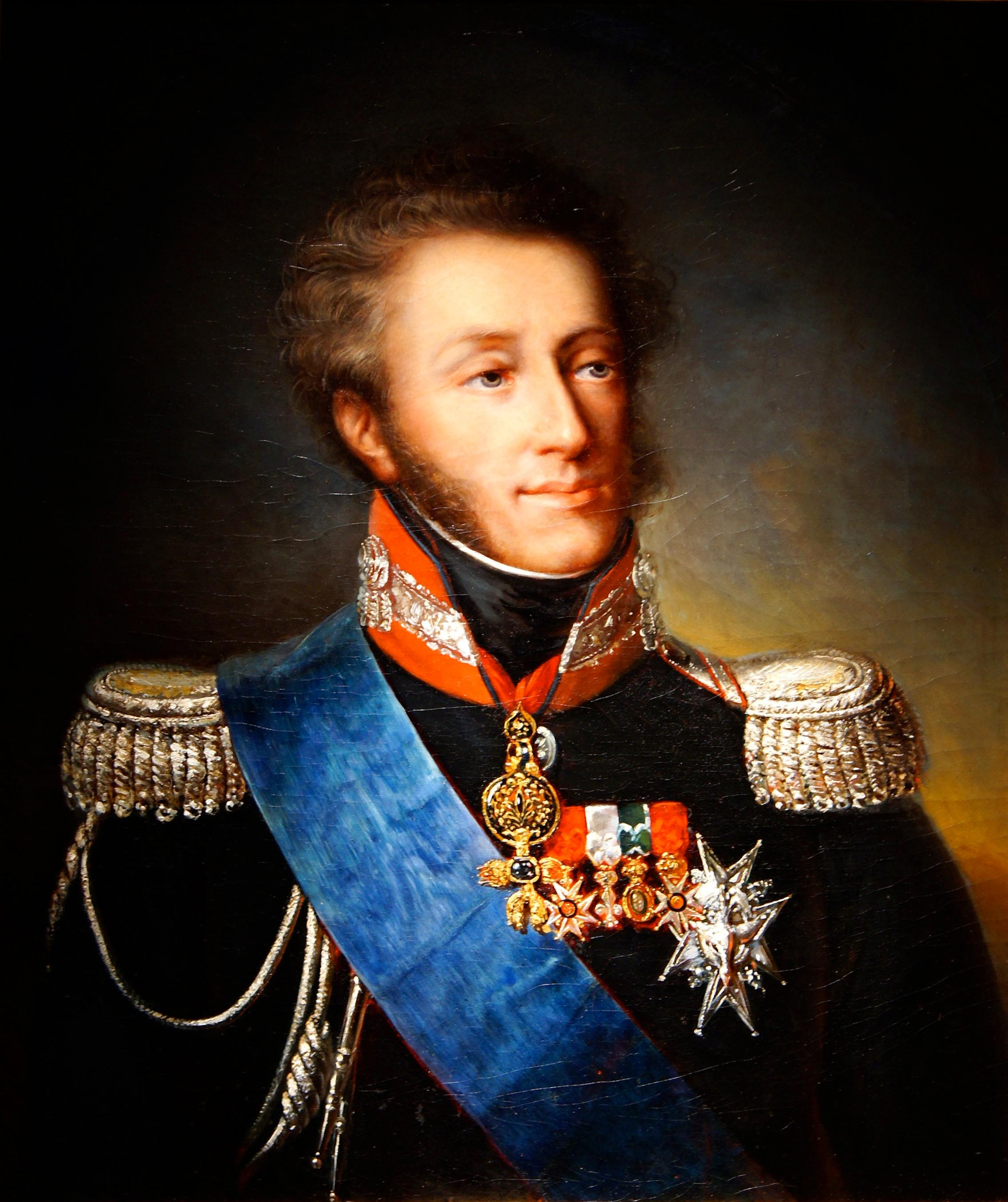
Retrato de Luis, duque de Angulema en el que se ve en tercer lugar la Decoración del Brazalete de Burdeos

## Descripción

### Cinta
- Del 5 de junio de 1814 al 6 de septiembre de 1814: Una cinta de 6 cm blanca con detalles en verde y las armas de Francia bordadas, para llevar en el brazo izquierdo, solo sobre traje militar.

- Desde el 6 de septiembre de 1814: Una cinta verde con dos franjas blancas paralelas separadas del borde por otra franja verde más pequeña que la central. Existe la posibilidad de llevar sólo la cinta sobre el traje civil.

En ocasiones la cinta se ve acompañada de otra cinta roja, que cuelga junto con la insignia de esta decoración , como muestra de su condición de caballero de la Orden de San Luis.

### Insignia
- Desde el 6 de septiembre de 1814:

En el anverso: Un medallón oval blanco, con dos eles opuestas, cruzadas, de oro e inscritas en él, rodeado este medallón de 
una jarretera verde, con la inscripción en letras de oro «BORDEAUX 12 MARS 1814» y circundada esta por rayos dorados.
En el reverso: Lo mismo.
Se unía a la cinta por un relieve de la corona real francesa.